# バウミール・クルス
バウミール・クルス（Walmir Cruz, 1960年4月21日 - ）は、ブラジルサンパウロ州出身のサッカー指導者（フィジカルコーチ）。

## 経歴
18歳でプロテストを受けるも不合格となり、フィジカルコーチとしての道を歩む。SEパルメイラスやサントスFCなどクラブのフィジカルコーチを歴任し、3度ブラジルNo.1フィジカルコーチ賞を受賞している。日本ではヴェルディ川崎（現：東京ヴェルディ）や大分トリニータのフィジカルコーチを務め、2008年からは東京ヴェルディのフィジカルコーチに就任。V川崎時代から12年ぶりの復帰となった。
また、1987年から1988年までソウルオリンピック自転車競技ブラジル代表のフィジカルコーチを務めた。

## 指導歴
- 1983年 - 1985年  SEパルメイラス
- 1987年 - 1988年  ソウルオリンピック自転車競技ブラジル代表
- 1989年 - 1990年  CAブラガンチーノ
- 1991年 - 1994年  SEパルメイラス
- 1995年 - 1996年  ヴェルディ川崎
- 1997年  アトレチコ・ミネイロ
- 1998年 - 1999年 サントスFC
- 2000年  アソシアソン・ポルトゥゲーザ・ジ・デスポルトス
- 2001年  ECジュベントゥージ
- 2002年 - 2004年  SEパルメイラス
- 2005年 - 2007年  大分トリニータ
- 2008年  東京ヴェルディ

全てフィジカルコーチとしての指導

## 受賞歴
- ブラジルNo.1フィジカルコーチ賞 : 1993, 1997, 1998